# 2018 dans la police
Cet article présente les faits marquants de l'année 2018 dans la police.

## Évènements
- 24 mars : Mort de l'officier supérieur de gendarmerie français Arnaud Beltrame, après s’être volontairement substitué à un otage au cours de l’attaque terroriste du 23 mars à Trèbes.
- 3 juillet : Mort d'Aboubacar Fofana, à la suite du tir d'un CRS au cours d'un contrôle de police à Nantes.
- 2 décembre : Mort de Zineb Redouane à Marseille, après qu'elle a été blessée la veille à son domicile situé au quatrième étage par une grenade lacrymogène tirée par les forces de l'ordre lors de l'acte III du mouvement des Gilets jaunes.